# 日本基督教团大阪教会

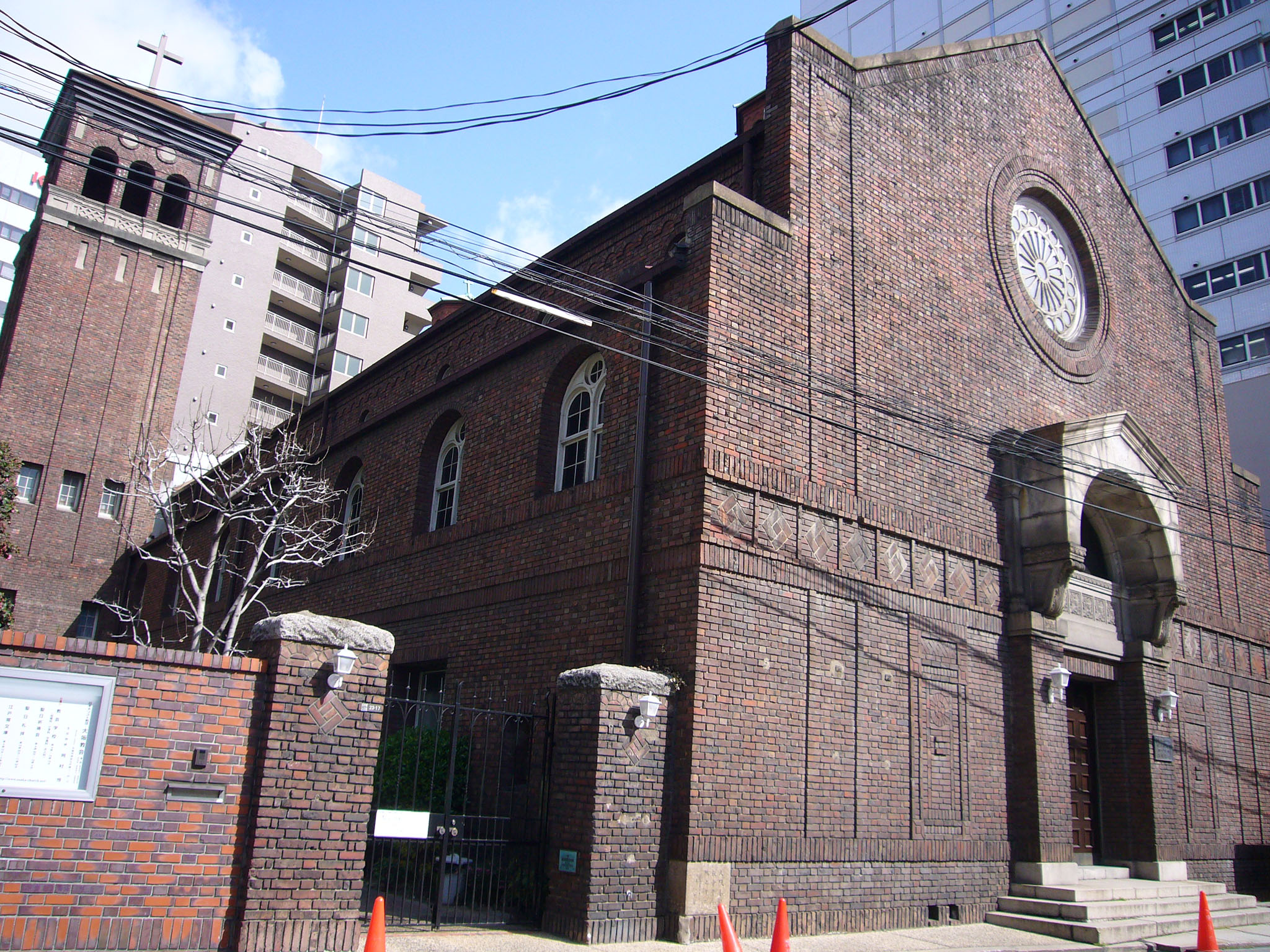
日本基督教団大阪教会

日本基督教团大阪教会位于大阪府大阪市西区，是一座红砖砌筑的新教教堂，由一柳米来留（William Merrell Vories）設計，1922年完成。立面有玫瑰窗，后部钟楼高耸。

## 历史
该堂的前身为美国公理会传教士于1874年建立的梅本町公会，日本最古老的新教教堂之一。梅花女子大学系由梅本町公会与浪花教会共同创立。
1995年阪神大地震中，该堂部分毁坏，半年后复原，登録为有形文化財。